# 라자
라자(산스크리트어: राजा)는 인도 문화권에서의 왕의 호칭이다. 인도 문화권에서 이 호칭은 왕이나 제후에 비견된다.
이 칭호는 남아시아와 동남아시아에서 오랜 역사를 가지고 있는데, 리그베다에서 라잔이라는 사용례로 증명되었으며, 예를 들어 "십왕 전투"를 의미하는 다사라즈나 윳다가 있다.

## 같이 보기
- 마하라자
- 자민다르